# Dorin Andrica
Dorin Andrica (nacido el 12 de marzo de 1956) es un matemático rumano. Vinculado a la Universidad Babeș-Bolyai de la ciudad de Cluj Napoca, es conocido por la conjetura de Andrica, una proposición relativa a números primos publicada en 1986.

## Semblanza
Andrica nació en la ciudad rumana de Hunedoara en 1956. Cursó la carrera de matemáticas y se graduó en 1980 en la Universidad Babeș-Bolyai, el mismo centro donde obtuvo su maestría en 1981 y se doctoró en 1992. En 1986 inició su trabajo como docente en la mencionada universidad, donde ejerce como profesor doctoral desde 1996.
A lo largo de su carrera académica ha permanecido durante diversos períodos de estancia en numerosas universidades de Europa, Norteamérica y Asia. Miembro del consejo editorial de su universidad, cuenta con numerosas publicaciones en su haber.
Su número de Erdos es 2.

## Reconocimientos
- 1993: Miembro de la DAAD de la Universidad Técnica de Múnich, Alemania.
- 2001-2004: European Network "Geometric Analysis".